# Ширлі (Массачусетс)
Ширлі (англ. Shirley) — місто (англ. town) в США, в окрузі Міддлсекс штату Массачусетс. Населення — 7431 особа (2020).

## Демографія
Згідно з переписом 2010 року, у місті мешкало 7211 осіб у 2264 домогосподарствах у складі 1561 родини. Було 2427 помешкань
Расовий склад населення:
| - 86,2 % — білих - 8,0 % — чорних або афроамериканців - 2,8 % — азіатів - 0,2 % — корінних американців - 0,1 % — вихідців з тихоокеанських островів - 1,0 % — осіб інших рас |

До двох чи більше рас належало 1,7 %. Частка іспаномовних становила 7,8 % від усіх жителів.
За віковим діапазоном населення розподілялося таким чином: 18,7 % — особи молодші 18 років, 72,0 % — особи у віці 18—64 років, 9,3 % — особи у віці 65 років та старші. Медіана віку мешканця становила 39,2 року. На 100 осіб жіночої статі у місті припадало 143,7 чоловіків;  на 100 жінок у віці від 18 років та старших — 154,7 чоловіків також старших 18 років.
Середній дохід на одне домашнє господарство  становив 97 408 доларів США (медіана — 67 541), а середній дохід на одну сім'ю — 101 326 доларів (медіана — 76 600). Медіана доходів становила 60 784 долари для чоловіків та 47 286 доларів для жінок. За межею бідності перебувало 10,3 % осіб, у тому числі 18,4 % дітей у віці до 18 років та 6,1 % осіб у віці 65 років та старших.
Цивільне працевлаштоване населення становило 3001 особа. Основні галузі зайнятості: освіта, охорона здоров'я та соціальна допомога — 17,8 %, виробництво — 13,7 %, науковці, спеціалісти, менеджери — 11,9 %.